# 在シリアパレスチナ大使館
在シリアパレスチナ大使館（アラビア語: سفارة دولة فلسطين لدى سوريا、英語: Embassy of the State of Palestine in Syria）は、シリアの首都ダマスカスに置かれているパレスチナの在外公館。ダマスカスのムルシド・ハーティル通りにある。
この外交使節団は元来パレスチナ解放機構（PLO）の事務所であった。2011年7月、シリアは1967年の国境を擁し東エルサレムを首都とするパレスチナ国の樹立を公式に承認し、PLO事務所を主権国家の大使館に格上げすると発表した。

## 大使一覧
| 代 | 氏名（日本語）                 | 氏名（アラビア語） | 氏名（英語）       | 着任   | 退任     | 備考         |
| -- | ------------------------------ | ------------------ | ------------------ | ------ | -------- | ------------ |
| 1  | マフムード・アル＝ハーリディー | محمود الخالدي      | Mahmoud al-Khalidi | 1969年 | 2021年   | 在任中に逝去 |
| 2  | サミール・アッ＝リファーイー   | سمير الرفاعي       | Samir al-Rifai     | 2021年 | （現職） | [ 4 ]        |